# Hunyadi Mátyás trónra lépésének 550. évfordulója (emlékérme)
Hunyadi Mátyás trónra lépésének 550. évfordulója alkalmából kiadott, 50000 forint névértékű arany emlékérme.

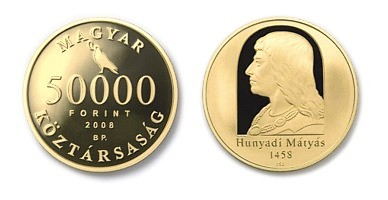
Hunyadi Mátyás 50000 forintos, arany emlékérme, 2008.

A tervezésre felkért éremművészek pályamunkái közül ifj. Szlávics László alkotását választotta a szakértői bizottság megvalósításra. Az előlapon az érméken megszokott kötelező elemeken – Magyar Köztársaság felirat, értékjelzés, BP. verdejel, évszám – kívül a Hunyadi család címerállatát, a csőrében gyűrűt tartó hollót ábrázolta a művész. A hátlapon Mátyás király korabeli ábrázolások alapján készült, feltételezett domborművű profil arcképe látható. A fülke hatást keltő keretbe foglalt arckép alatt olvasható a Hunyadi Mátyás felirat és az 1458-as évszám, melyek különlegessége, hogy a domború betűk felülete – annak ellenére, hogy kiemelkedik az alapsíkból – fényesre polírozottak. A tervező kisméretű monogramja a téma oldal alsó részén, a perem közelében található. Jelenlegi piaci értéke 95000 Huf.

## Érme adatai
- Kibocsátó: Magyar Nemzeti Bank
- Tervező: ifj. Szlávics László
- Gyártó: Magyar Pénzverő Zrt.
- Kibocsátás: 2008. január 21.
- Névérték 50000 forint
- Anyag:	986 ezrelék finomságú arany
- Átmérő: 25 mm
- Súly: 10 gramm
- Széle: sima
- Kibocsátott mennyiség: 5000 db
- Kizárólag Proof minőségben készült.